# PostScript
PostScript – uniwersalny język opisu strony opracowany przez firmę Adobe Systems, będący obecnie standardem w zastosowaniach poligraficznych.
Jest to równocześnie kompletny język programowania, oparty na architekturze stosu oraz notacji postfixowej – odwrotnej notacji polskiej (RPN). Pozwala on więc nie tylko opisać precyzyjnie wygląd strony, ale także wykonywać złożone operacje na dostarczonych danych (np. wykonywanie separacji kolorów czy też wyliczenie zbioru Mandelbrota).
PostScript jest proceduralnym, niezależnym od urządzenia wyjściowego językiem programowania, który opisuje tekst i grafikę na stronie. Jego polecenia sterują drukarką laserową (lub dowolnym innym urządzeniem postscriptowym), umieszczając w odpowiednim miejscu linię, okrąg, tekst czy też mapę bitową.
Ogólnie, PostScript jest turingowo-kompletnym językiem programowania, podobnie jak Basic, Pascal, Fortran czy C. Pozwala tworzyć własne zmienne i procedury, co umożliwia organizowanie programów postscriptowych w większe bloki. Ponadto każda strona może być użyta do skonstruowania innej, bardziej skomplikowanej strony.
PostScript różni się od innych języków programowania tym, że został specjalnie zaprojektowany do tworzenia znaków tekstowych i obrazów graficznych na drukowanych stronach. Jego zaletą jest jeden spójny model, w którym litery tekstu są traktowane jak specjalny rodzaj grafiki. Ponieważ litera jest elementem grafiki, to może być na przykład skalowana, wypełniana kolorem lub dowolnym wzorem itd. Taka spójna interpretacja tekstu i grafiki zdecydowała o elastyczności PostScriptu, dzięki której zdobył popularność.
Pierwszym urządzeniem, które wyposażono we wbudowany interpreter PostScriptu, była drukarka laserowa LaserWriter firmy Apple, wprowadzona na rynek w 1985 roku.

## Przykładowy program
Poniżej implementacja „Hello world” w wersji dla PostScriptu:
```
%!

/Helvetica
 
findfont
 
72
 
scalefont
 
setfont

72
 
72
 
moveto

(Hello, world!)
 
show

showpage

```